# میخایل آگورسکی
میخایل آگورسکی (روسی: Михаи́л Самуи́лович Агу́рский؛ ۱ ژانویهٔ ۱۹۳۳ – ۲۱ اوت ۱۹۹۱) نویسنده اهل اتحاد جماهیر شوروی سوسیالیستی بود.